# Trichoniscus vulcanius
Trichoniscus vulcanius is een pissebed uit de familie Trichoniscidae. De wetenschappelijke naam van de soort is voor het eerst geldig gepubliceerd in 1941 door Karl Wilhelm Verhoeff.